# Schmölln (Oberlausitz)
Schmölln in der Oberlausitz (amtlich: Schmölln/O.L., obersorbisch Smělna) ist eine Ortschaft und ehemalige Gemeinde sowie ein heutiger Ortsteil der Gemeinde Schmölln-Putzkau im sächsischen Landkreis Bautzen.

## Geografie
Die Ortschaft befindet sich etwa vier Kilometer östlich der Großen Kreisstadt Bischofswerda am nordwestlichen Rand des Lausitzer Berglandes am Fuße des 394 Meter hohen Klosterbergs. Weitere Berge rund um Schmölln sind im Uhrzeigersinn der Oberhofberg (341 m), Putzkauer Berg (355 m), Stiebitzberg (370 m), Belmsdorfer Berg (348 m), Lehnberg (344 m) und Ratschken (331 m).
Schmölln ist nach Tröbigau das zweite Dorf am Oberlauf des Schwarzwassers, welches hier aus östlicher Richtung kommend in Richtung Norden gen Demitz-Thumitz abfließt.

### Nachbarorte
| Kynitzsch     | Demitz-Thumitz                              | Neuschmölln |
| Bischofswerda | Kompassrose, die auf Nachbargemeinden zeigt | Tröbigau    |
| Belmsdorf     | Niederputzkau                               | Oberputzkau |

## Geschichte

### Ortsname
Der Name Schmölln ist slawischen Ursprungs und leitet sich von smola ab, was so viel wie Teer bedeutet, da das Schmelzen von Teer ein wichtiger Erwerbszweig der Schmöllner im frühen Mittelalter war. Somit ist der Ort etymologisch namensverwandt mit deutschen Orten gleichen oder ähnlichen Namens, wie etwa der Kleinstadt Schmölln in Thüringen, aber auch beispielsweise mit dem Smolny-Palast in Sankt Petersburg oder der westrussischen Großstadt Smolensk.

### Entstehung und Gutsgeschichte

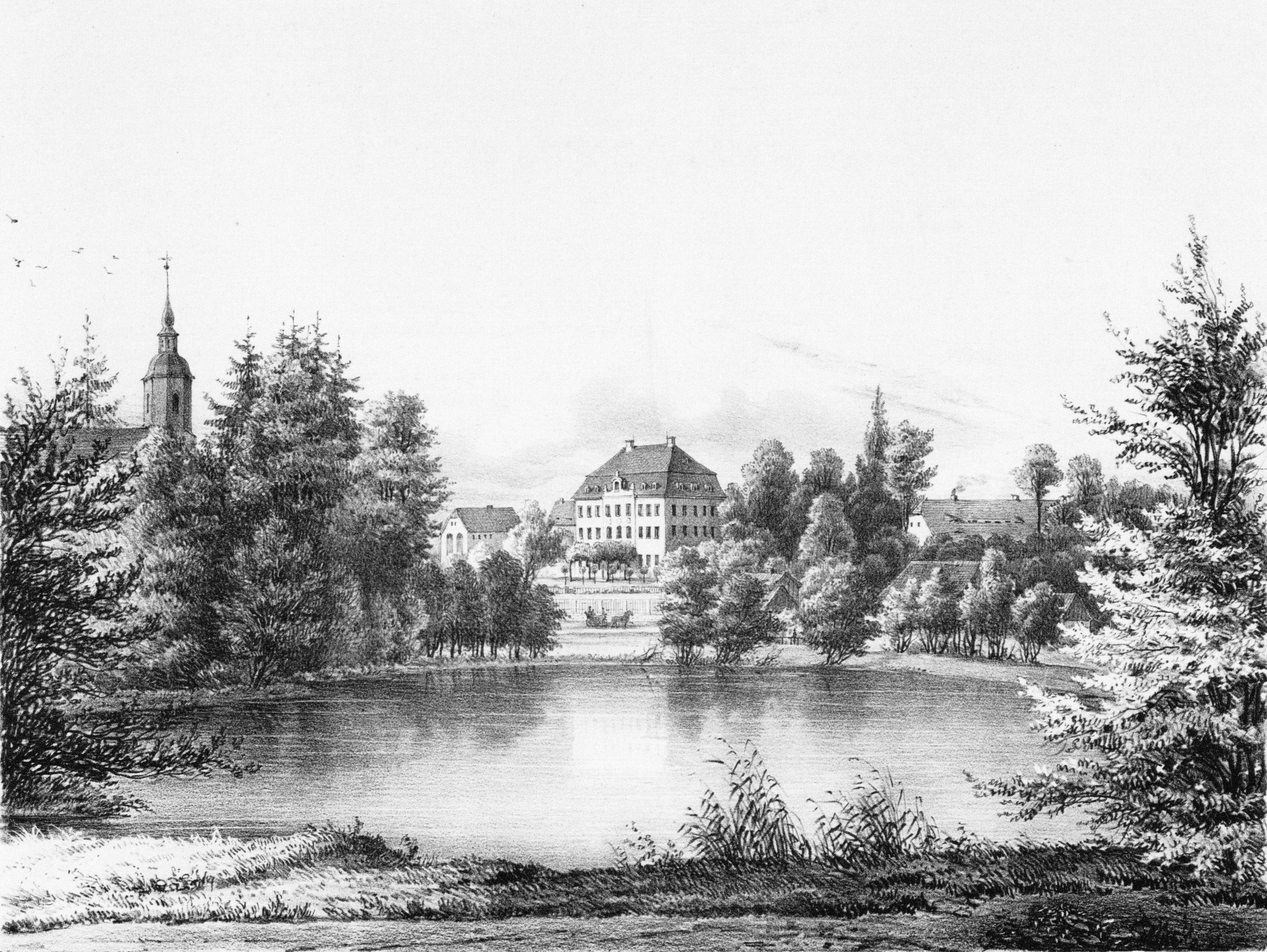
Rittergut Niederschmölln und Mühlteich um 1850

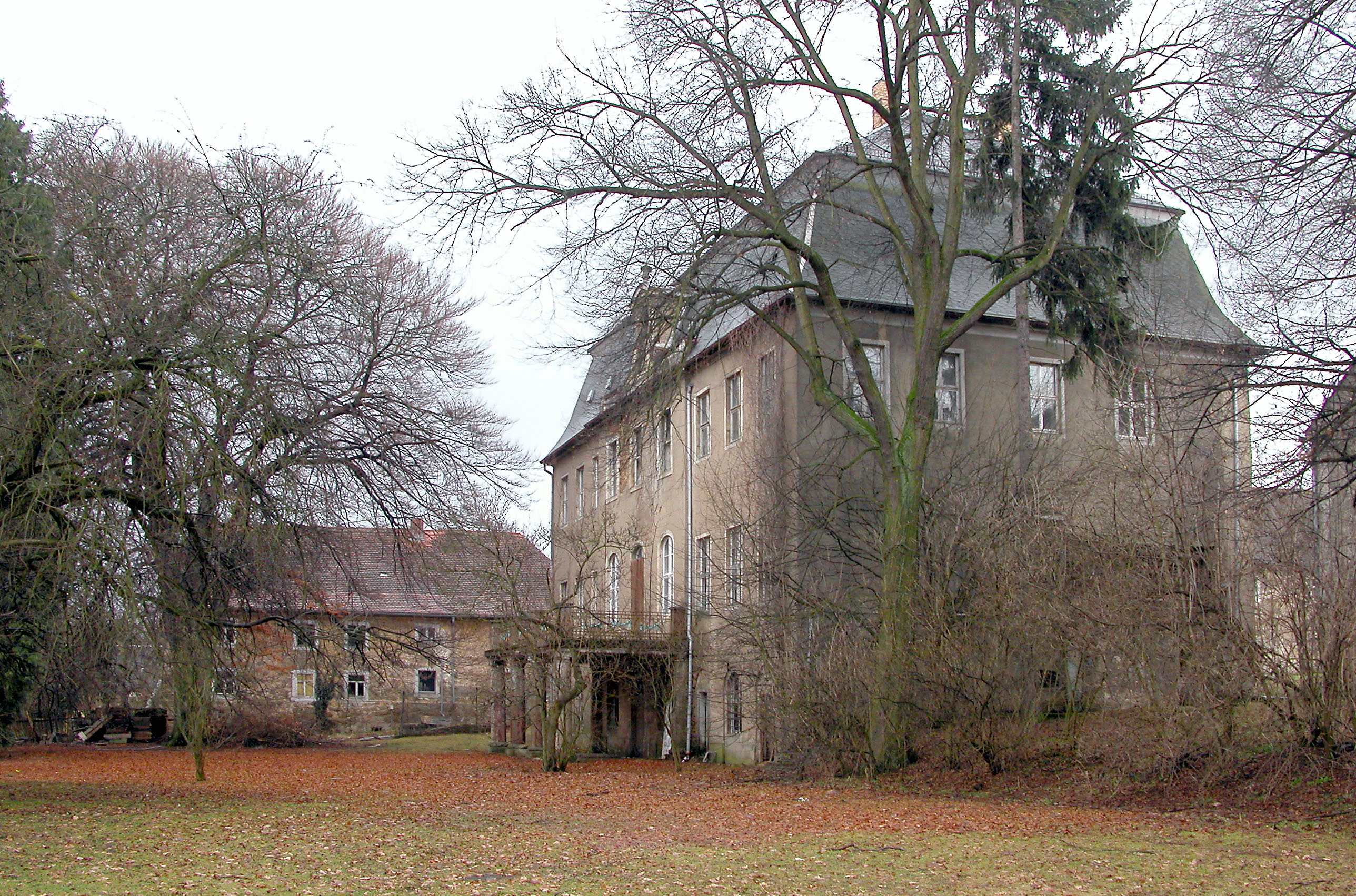
Herrenhaus Niederschmölln, Parkseite (Zustand 2006)

Die Ortslage wurde vermutlich bereits durch die Lausitzer Kultur im 12. vorchristlichen Jahrhundert besiedelt. Darauf deuten Keramikfunde, die Ende des 19. Jahrhunderts bei den Bergbauarbeiten am Steinbruch Grund nahe dem heutigen Ortsteil Neue Häuser gemacht wurden, hin.
Der heutige Ort Schmölln entstand aus einer slawischen Siedlung, die vermutlich seit dem 8. Jahrhundert n. Chr. im Norden des heutigen Ortes, rund um den Mühlteich, bestand. Seit dem 10. Jahrhundert erfolgte auch eine deutsche Besiedlung durch Sachsen, Thüringer oder Franken. Hierdurch entstand die etwas eigenwillige, noch heute sichtbare Siedlungsform eines für deutsche Siedlungen typischen Waldhufendorfs entlang des Schwarzwassers, welches nordwärts in einen typisch slawischen Rundling mündet.

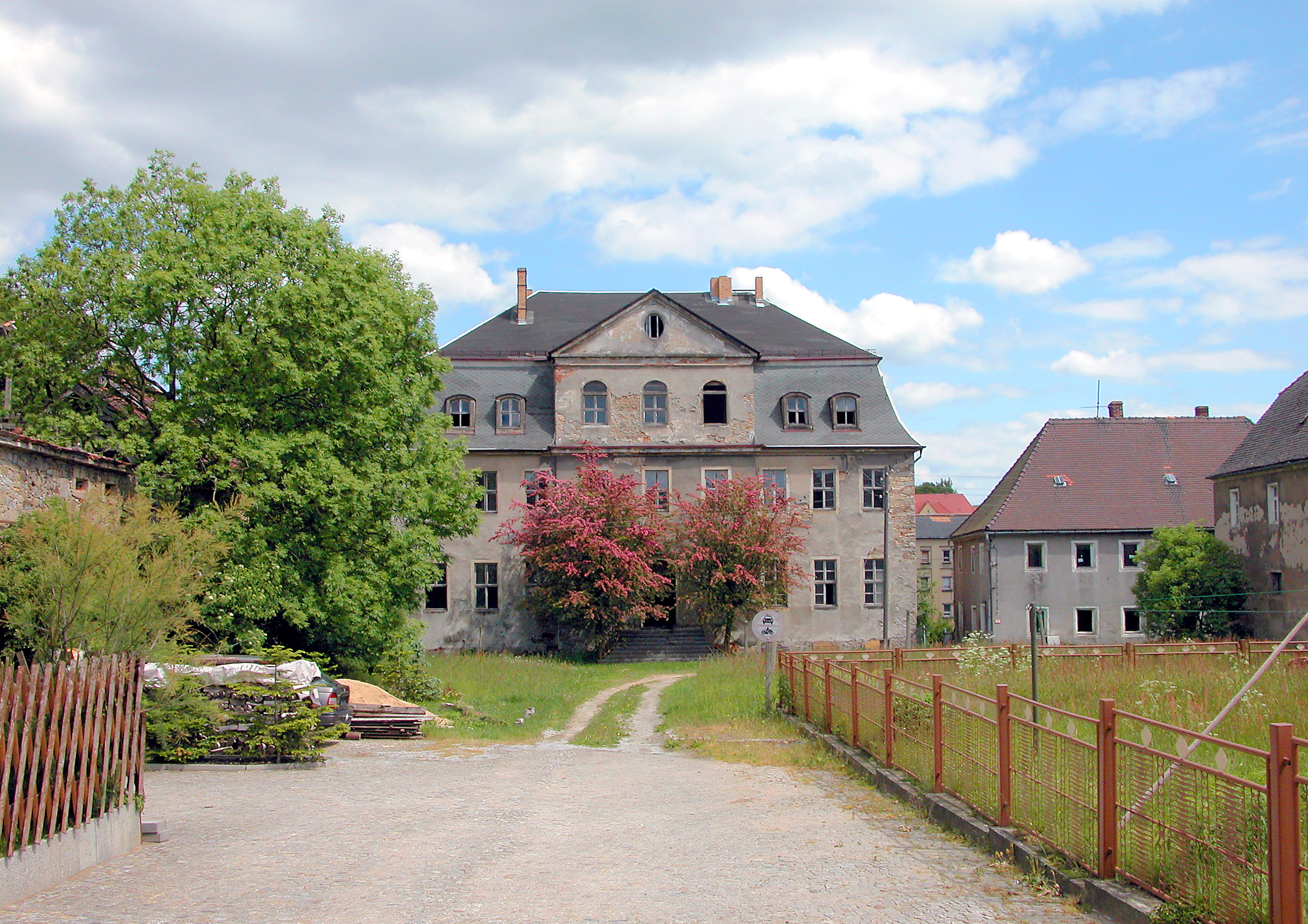
Herrenhaus Niederschmölln, Hofseite (Zustand 2006)

Die erste urkundliche Erwähnung Schmöllns ist auf das Jahr 1300 datiert. Sie fand in einem Fundationsbrief des Papstes Bonifatius VIII. statt, mit dem er den damaligen adligen Lehngutsbesitzern die Einwilligung zum Bau einer Kapelle erteilte.
1580 entstanden aus Besitzerwechseln und Erbteilungen die Rittergüter Nieder- und Oberschmölln sowie ab 1700 das Rittergut Neuschmölln.
Seit Mitte des siebzehnten Jahrhunderts folgten rasche Wechsel der Besitzer. Siegismund von Zeschwitz starb hier 1651, von dem es an Hans von Thümmel kam, der 1657 starb. 1666 wurde Hans Friedrich von Lubitz Besitzer, dem die Familie von Staupitz folgte. Später kam das Gut an den Rittmeister Christian von Haugwitz, der hier 1681 begraben wurde. Ihm folgte Wolf Siegmund von Baudissin und ab 1682 dessen Witwe Veronika, geborene von Gersdorf aus dem Hause Holschau. Dann wurde wieder ein Caspar Siegismund von Thümmel damit belehnt, von dem es Wolf Abraham von Thümmel übernahm. Im Jahre 1701 wurde Elisabeth von Lembogin, geborene von Kirchenberg damit belehnt, die 1701 starb, worauf es wieder in den Besitz Wolfs von Thümmel überging. Dann teilte sich der Besitz, Christoph Siegismund von Rausendorf erhielt Mittel-Schmölln und Wolf Conrad von Rausendorf Ober- und Nieder-Schmölln. Vereinigt besaß dann Friedrich Adolph von Gersdorf auf Ober-Schmölln bis zum Jahre 1717 die Güter, von welchem sie an die Geheimrätin und Landeshauptmännin Sophie Helena von Ponickau, geborene von Dieskau, kamen. Im Jahre 1732 wurde der kurfürstlich sächsische Hofrat Matthäi damit belehnt und nach seinem Tod 1768 seine Witwe Dorothea Matthäi geborene Brandt. Das Ehepaar Matthäi ließ das spätbarocke Herrenhaus Niederschmölln errichten. Von der Witwe Matthäi kaufte es 1780 Heinrich Ludwig von Zehmen, Assessor zu Bautzen, der 1832 auf seinem Rittergut Stauchitz starb. Es folgte der Domherr Moritz August Wilhelm von Zehmen und nach seinem Tod 1837 seine Witwe Friederike Caroline von Zehmen, geborene von Plötz aus dem Hause Hoyerswerda. Sie verkaufte es 1841 an den Apotheker Carl Eduard Päßler. An der Schmöllner Kirche ließ Päßler umfangreiche Bauarbeiten auf eigene Kosten durchführen. Danach folgten als Besitzer der Hofschauspieler Emil Devrient, Familie Schmatz und 1910 die Berliner Landesbank.
Das Herrenhaus Oberschmölln ist als schlichter zweigeschossiger Bau mit Mittelrisalit und Dreiecksgiebel erhalten. Das Herrenhaus Niederschmölln ist ein stattlicher zweigeschossiger Barockbau mit Mansarddach und Gauben. Das schlossartige Herrenhaus entstand von 1747 bis 1750 im Stil des Dresdner Hofbaumeisters Johann Christoph Knöffel für den Hofrat Matthäi. Heinrich Ludwig von Zehmen, Deputierter auf dem Lausitzer Landtag, setzte sich 1804 für die Gesundheit der Bevölkerung ein und lobte auf eigene Kosten, unter der Schirmherrschaft des kurfürstlich-sächsischen Sanitäts-Collegium zu Dresden, eine Prämie aus, die an den Arzt ausbezahlt werden sollte, der die meisten Personen gegen Kuhpocken impfte. Heinrich Ludwig von Zehmen verhielt sich mildtätig, gründete 1828 eine Schulkasse in Schmölln, ermöglichte Schulbauten und die Einführung eines neuen Gesangbuches.
Der geplante Abbruch nach dem Zweiten Weltkrieg konnte 1945 verhindert werden und das Herrenhaus wurde als Wohnhaus genutzt. Ab 1950 diente es als Kindergarten, Grundschule und Bibliothek, sechs Jahre später kam ein Heimatmuseum dazu. Im Kellergeschoss wurde die Küche der Landwirtschaftlichen Produktionsgenossenschaft eingerichtet.

### Weitere Entwicklung

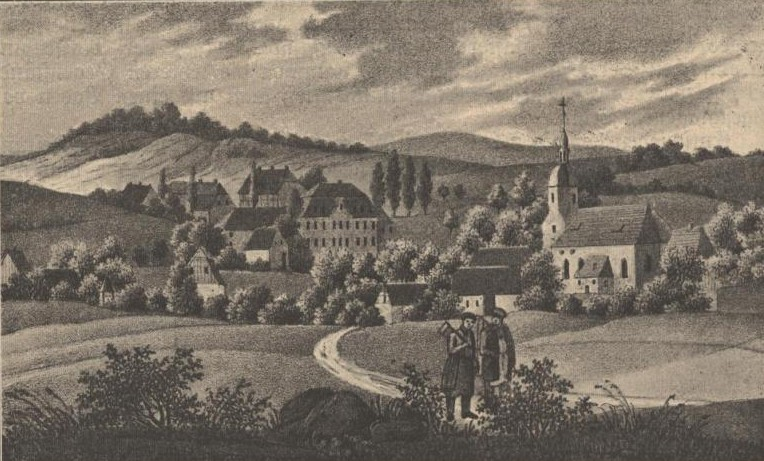
Schmölln um 1830

Bis ins 19. Jahrhundert war das Dorf in die drei Rittergüter Niederschmölln, Oberschmölln und Neuschmölln sowie einige kleinbäuerliche Betriebe aufgeteilt. Somit war das Dorf bis zu dieser Zeit hauptsächlich landwirtschaftlich geprägt. Durch die Erschließung des Granitbergbaus im Klosterberggebiet ab 1840 und den Bau einer Glashütte 1892 wandelte sich der Ort allmählich in ein Industriedorf um. Im Zuge der Industrialisierung beschleunigte sich zudem der Sprachwechsel vom Sorbischen zum Deutschen, was 1880 zur Abschaffung des sorbischen Gottesdienstes in der Schmöllner Kirche führte. Der letzte sorbische Pfarrer in Schmölln war Jan Awgust Sykora, der von 1863 bis 1899 im Ort wirkte.
Nach der sozialistischen Bodenreform 1945 war Schmölln ein Schwerpunkt der mechanisierten Großraumlandwirtschaft. So wurde der Kreisbetrieb für Landtechnik einer der größten Arbeitgeber im Ort. Auch heute ist das Dorf durch Landwirtschaft, handwerkliche Kleinbetriebe und in geringem Maße durch Tourismus geprägt.

## Politik
Bis 1994 war Schmölln eine eigenständige politische Gemeinde, bevor es durch freiwilligen Zusammenschluss mit den Nachbargemeinden Putzkau und Tröbigau zu Schmölln-Putzkau fusionierte. Letzter Bürgermeister der Gemeinde war Wolfhard Venus (CDU), der dieses Amt bis 2001 auch in der fusionierten Gemeinde ausübte.

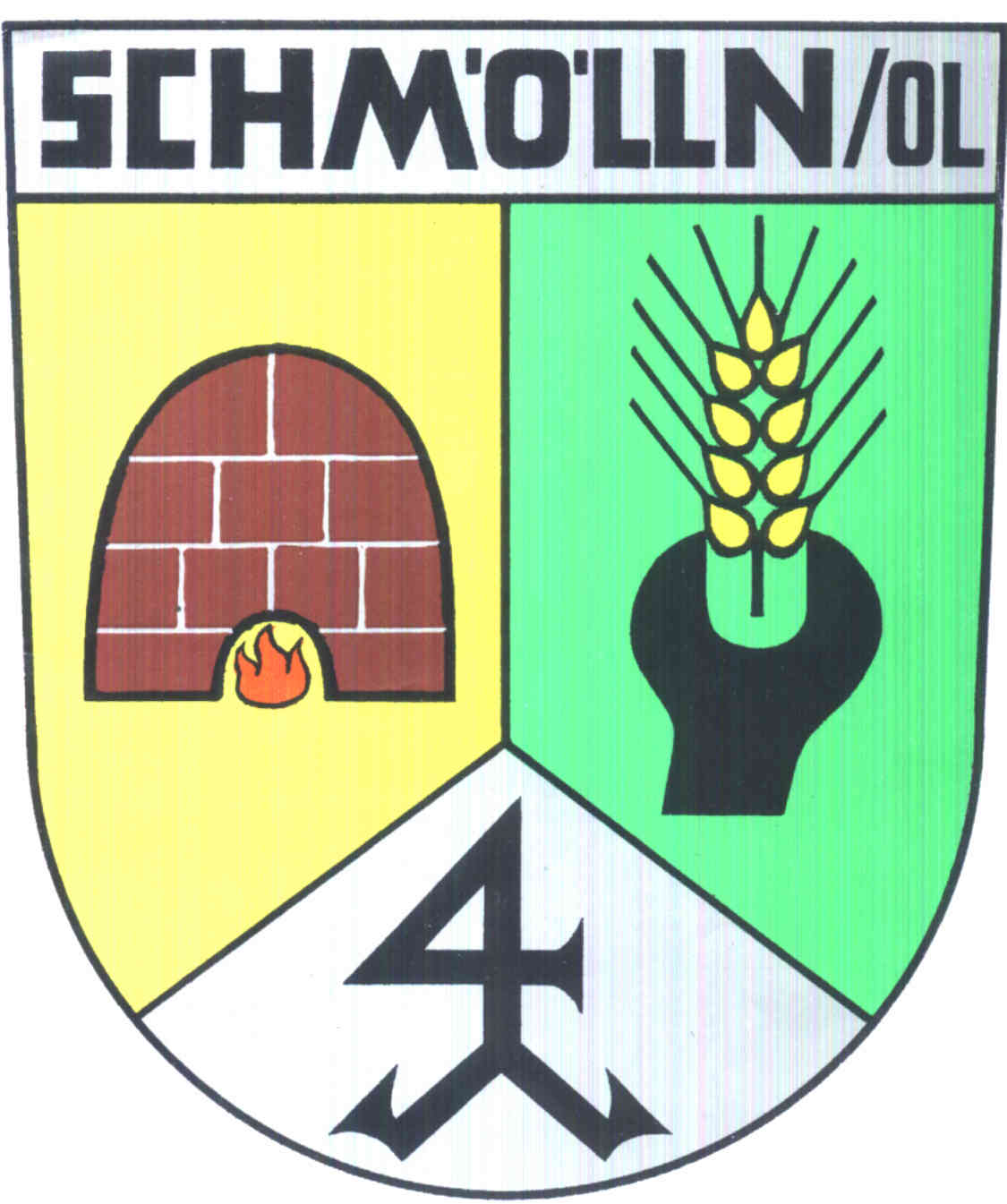
Ortswappen von Schmölln
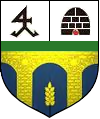
Gemeindewappen Schmölln-Putzkau

### Wappen
Das Ortswappen von Schmölln wurde 1975 durch den ortsansässigen Bildhauer Manfred Wagner nach einem Vorschlag des Ortschronisten Gerhard Rodig entworfen. Ziel war es, darin die Entwicklungsgeschichte des Dorfes darzustellen. Es besteht aus dem Schriftzug Schmölln/OL und drei Symbolen, welche die wichtigsten Erwerbszweige der Schmöllner im Laufe der Geschichte darstellen. Links oben befindet sich der Ofen der Pechbrenner, der die Slawenzeit des Ortes um 800 n. Chr. beschreibt und die Entstehung des Ortsnamens erklärt. Rechts daneben befindet sich die Kornähre als Symbol der seit 1000 Jahren im Ort betriebenen Landwirtschaft. Das untere Symbol steht für die Steinmetze und deutet auf die Blütezeit dieser Branche in Schmölln im 19. und 20. Jahrhundert hin.
Zwei dieser Symbole, nämlich das der Steinmetze sowie der Teerofen, finden sich im offiziellen Wappen der heutigen Gemeinde Schmölln-Putzkau wieder.

## Kultur und Sehenswürdigkeiten

### Museum
Am 1. Juli 1956 wurde das Heimatmuseum in den Räumen des Schlosses des einstigen Rittergutes Niederschmölln eröffnet. Schwerpunkt der Ausstellung war von Anfang an die Dorfgeschichte mit besonderem Augenmerk auf die Granitindustrie. Es wurde ausschließlich von Schülern, Lehrern und Eltern der Schmöllner Schule gestaltet und sollte der Unterstützung des Heimatkundeunterrichtes und sonstiger Fächer der Schmöllner Schüler, aber auch der Vorstellung des Ortes für Besucher und Touristen dienen. Das Museum wurde mehrfach erweitert, 1962 um eine Bibliothek und 1975 um die Kleine Galerie des Kulturbundes. Nach baupolizeilicher Schließung des Dachgeschosses des Rittergutes im Jahr 1983, wo sich das Museum befand, wurde es bis 1986 an verschiedenen Stellen im Ort ausgelagert. Erst nach der Schließung der Schmöllner Schule im Jahre 2000 fand das Heimatmuseum während der Festwoche zur 700-Jahr-Feier von Schmölln im „Neubau der Schule“ eine neue Heimstätte. Nach der endgültigen Schließung der Schule im Jahr 2002 zog der Verein der Natur und Heimatfreunde in die jetzigen Museumsräume im Altbau der Schule, jetzt Dorfgemeinschaftszentrum, in zwei ehemalige Schulräume ein.

### Bauwerke
Das Schloss zu Schmölln wurde in seiner heutigen, barocken Form 1747–1750 erbaut.

#### Kirche

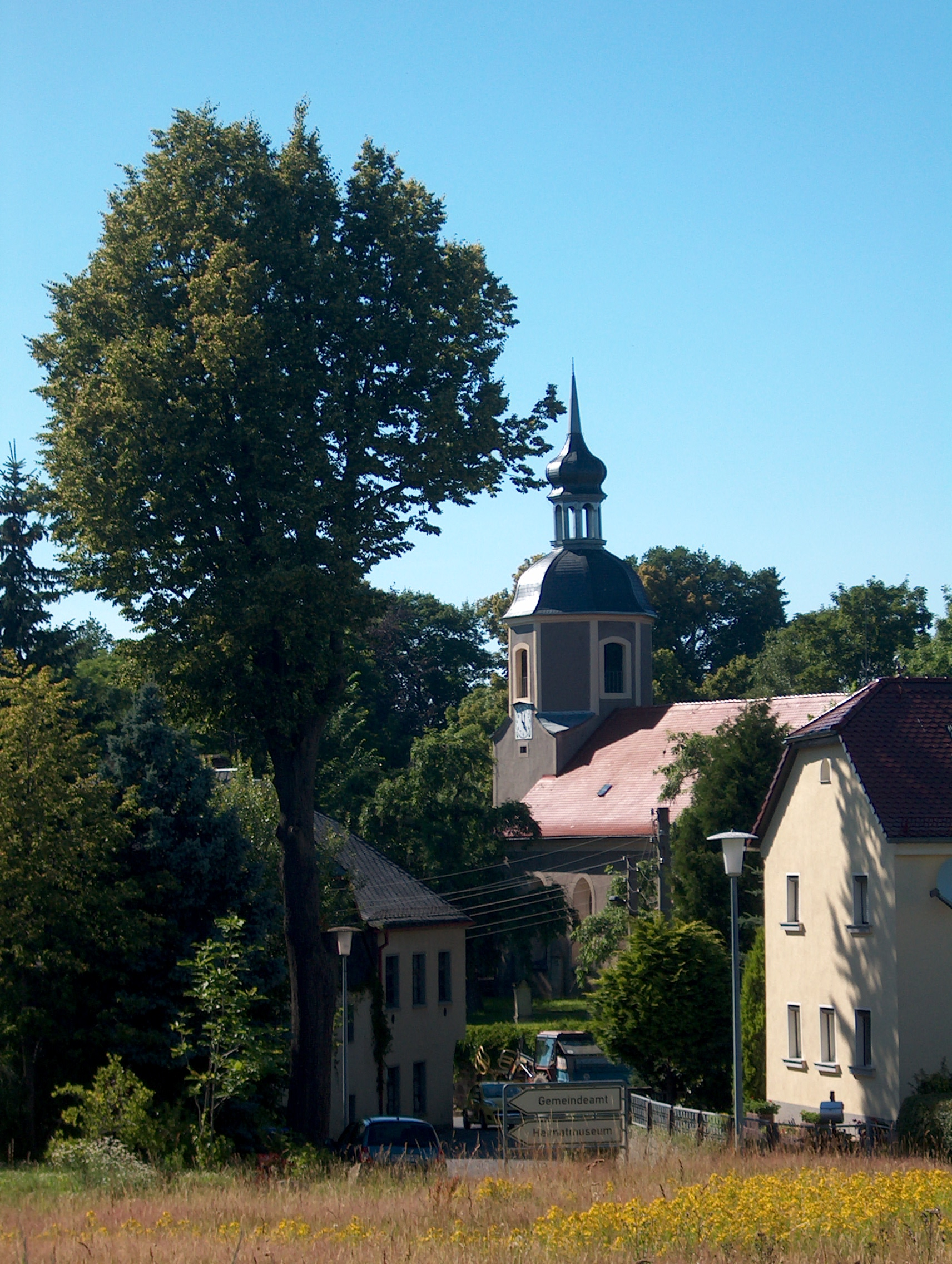
Blick auf die Schmöllner Kirche

Der Grundbau der heutigen Schmöllner Kirche entstand vermutlich bereits im 14. Jahrhundert, nachdem er im Fundationsbrief des Papstes genehmigt wurde. Der Kirchbau wurde im Jahre 1692 wesentlich erweitert und erhielt im Westen einen massiven Turm. Ihre heutige Gestalt erhielt die Kirche in den Jahren 1901/02.
Im Jahre 1551 hielt die Reformation in Schmölln Einzug. In diesem Zusammenhang wurden die umliegenden Ortschaften Demitz, Thumitz und Tröbigau in die Schmöllner Parochie eingepfarrt, die zuvor allesamt der Parochie Göda angehörten. Erst seit 1956 verfügt Demitz-Thumitz über eine eigene Kirche, während die evangelischen Bewohner Tröbigaus weiterhin nach Schmölln gepfarrt sind.
Heute sind die evangelisch-lutherischen Kirchgemeinden von Schmölln und Putzkau als Schwesterkirchgemeinden mit Bischofswerda verbunden.

#### Ehemalige Schule und Dorfgemeinschaftszentrum

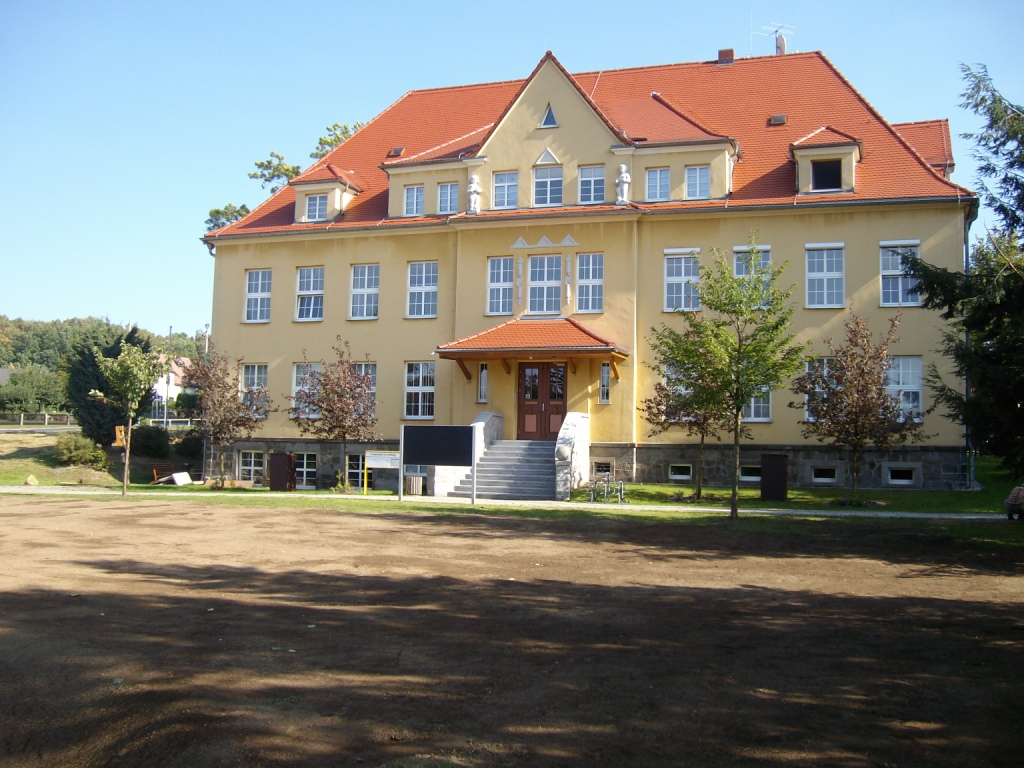
Dorfgemeinschaftszentrum Schmölln

Die erste Schmöllner Schule wurde 1735 eröffnet. Ähnlich wie in der Kirche wurden auch hier Kinder aus den Orten Schmölln, Demitz, Thumitz und Tröbigau unterrichtet. 1845 bekam Demitz-Thumitz eine eigene Schule, 1889 auch Tröbigau. Letztere wurde zwischen 1960 und 1976 aufgrund zurückgehender Schülerzahlen schrittweise geschlossen.
1959 wurde die Schule zur vierten zehnklassigen Polytechnischen Oberschule im Kreis Bischofswerda. 1976 bekam die Schmöllner Schule einen modernen, im sozialistischen Stil errichteten Erweiterungsbau. Der zehnklassige Unterricht wurde bis ins Jahr 1992 fortgesetzt, von da an bestand nur noch eine Grundschule, die im Jahr 2000 ebenfalls geschlossen wurde.
Der Erweiterungsbau wurde später komplett abgerissen, während der Altbau eine neue Funktion als Dorfgemeinschaftszentrum bekam. Heute beherbergt das Gebäude die Gemeindeverwaltung von Schmölln-Putzkau sowie das Heimatmuseum.

### Sport- und Freizeiteinrichtungen
Zur sportlichen Betätigung befinden sich in Schmölln ein Sportplatz, eine Turnhalle und ein Freibad.

#### Freibad
Das Schmöllner Freibad ist die wichtigste Freizeiteinrichtung für Einwohner und Besucher. Es wurde 1928 erstmals eröffnet und seither dreimal rekonstruiert bzw. erweitert. Aufgrund der Finanzlage der Gemeinde Schmölln-Putzkau war der Fortbestand des Schmöllner Bades seit Bestehen der Einheitsgemeinde oftmals ein kontrovers diskutiertes Thema in Gemeinderat und Einwohnerschaft. Vor allem durch Spenden und freiwillige Einsätze zahlreicher Schmöllner Bürger, aber auch aus allen anderen Ortsteilen der Gemeinde, konnte eine Schließung des Bades bis heute abgewendet werden.

### Vereinsleben

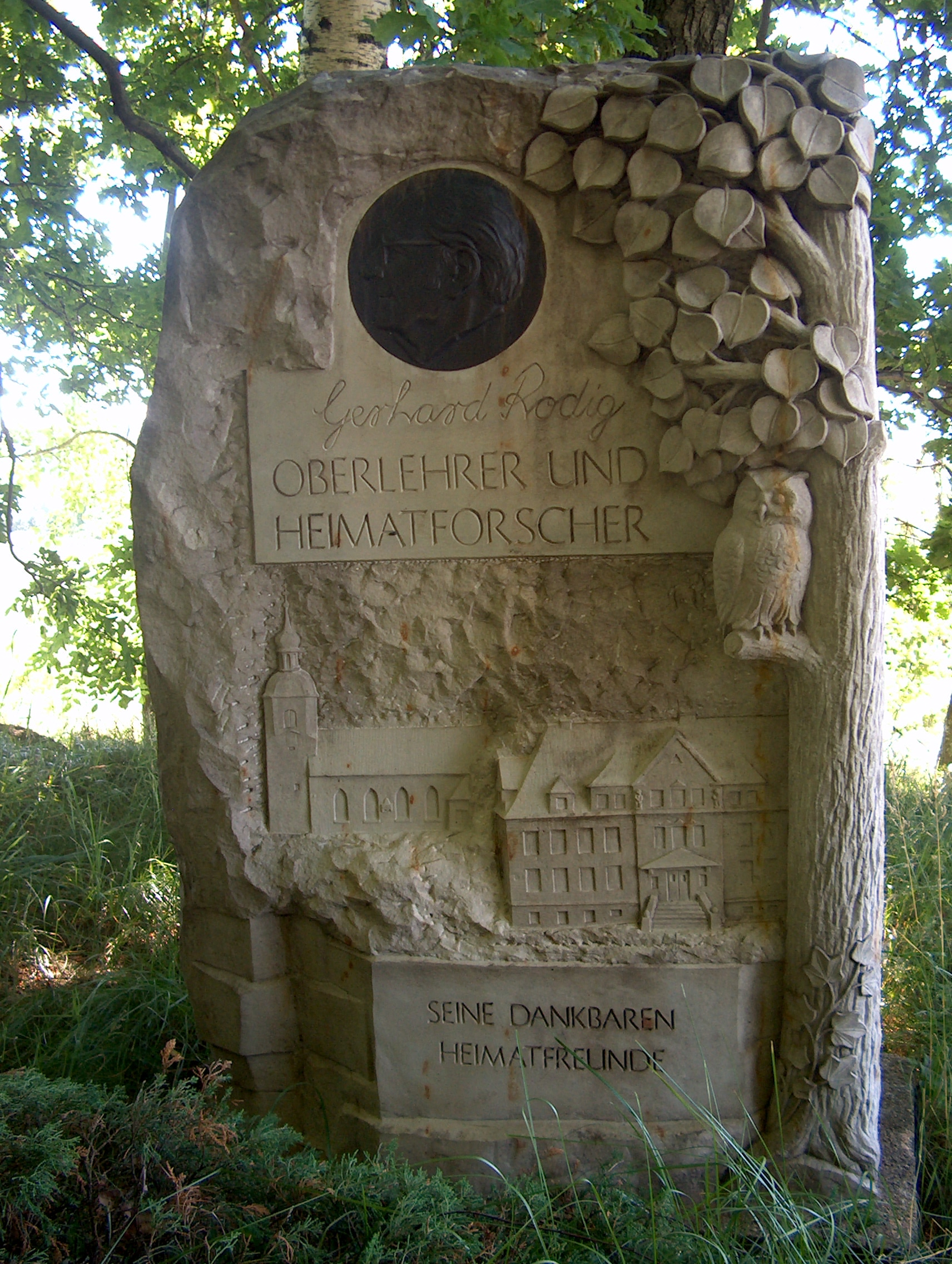
Ehrentafel des Heimatvereins für den Ortschronisten G. Rodig

Schmölln verfügt über ein reges Vereinsleben; neben der Freiwilligen Feuerwehr und dem Sportverein SV Schmölln existiert der Heimatverein, der aus dem zu DDR-Zeiten bestehenden Kulturbund hervorging und sich während der letzten Jahrzehnte um die Erforschung und Aufarbeitung der Ortsgeschichte verdient gemacht hat, was unter anderem durch viele Infotafeln mit historischen und anderen heimatkundlichen Informationen rund um Schmölln sichtbar wird.

## Verkehr und Infrastruktur

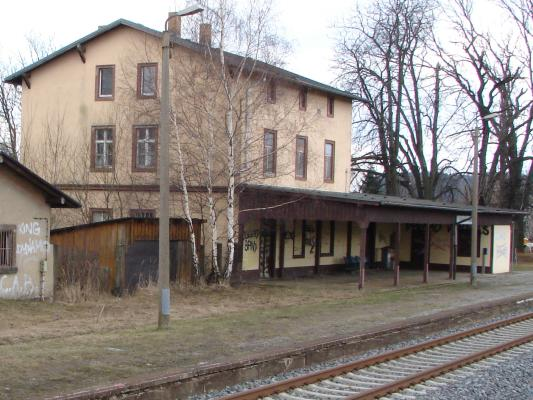
Bahnhof Schmölln (Oberlausitz)

Seit 1879 verfügt der Ort mit Schmölln (Oberlausitz) über einen Haltepunkt an der Bahnstrecke Neukirch West–Bischofswerda. Seit dessen Inbetriebnahme war der Bahnhof ein Zentrum für den Versand der in dieser Gegend abgebauten Granitsteine. Aus diesem Grund wurde 1927/28 die Verladerampe auf 180 Meter Länge ausgebaut, wodurch sie als eine der größten in Sachsen galt.
Regelmäßige Busverbindungen bestehen von Schmölln nach Bischofswerda sowie in die Kreisstadt Bautzen.
Die wichtigste Straßenverkehrsader ist die Staatsstraße S 155, die von Putzkau über Schmölln und Demitz-Thumitz zur Bundesstraße 6 in Wölkau führt. Die Autobahn A 4 ist über die Anschlüsse Burkau bzw. Uhyst am Taucher zu erreichen, die sich jeweils etwa 10 Kilometer nördlich des Ortes befinden.
Der nächstgelegene internationale Flughafen Dresden ist etwa 40 Kilometer entfernt.

## Persönlichkeiten
- Harald K. Schulze (* 1952), Maler und Zeichner
- Emil Devrient (1803–1872), deutscher Schauspieler und zeitweiliger Besitzer des Rittergutes